# Arthur Wing Pinero
Sir Arthur Wing Pinero (Londen, 24 mei 1855 - aldaar, 23 november 1934) was een Brits toneelschrijver.
Hij werd oorspronkelijk voor een kantoorbaan opgeleid, maar al spoedig, op 19-jarige leeftijd, zegde hij deze werkzaamheden vaarwel. Hij voelde zich sterk aangetrokken tot het toneel, waarop hij in 1874 in het Theatre Royal in Edinburgh debuteerde. Zijn eerste optreden op het Londense toneel, in het Globe Theatre, dateert van 15 april 1876. Hij vervulde al spoedig grote rollen in het klassieke en moderne repertoire, en vooral zijn Shakespeare-vertolkingen trokken de aandacht.
Al kort na zijn eerste toneelstappen begon hij ook te schrijven, en werd zijn eerste werk opgevoerd. Het was de eenacter £200 a Year. Na het succes dat dit werkje verkreeg, ontwikkelde hij zich tot een der bekendste dramaturgen van zijn tijd, waarbij hij een grote productiviteit aan de dag legde. Jaarlijks werden wel een of twee nieuwe werken van zijn hand vertoond.

## Werken (selectie)
- The Money Spinner (1881)
- Girls and Boys (1882)
- The Second Mrs. Tanqueray (1893)
- The Beauty Stone (1898, operette; met J. Comyns Carr, muziek Sir Arthur Sullivan)
- Iris (1901)
- His house in Order (1906)
- Playgoers (1913)
- Quick Work (1919)
- The Enchanted Cottage (1922)

- Bibsys: 90125011
- Biblioteca Nacional de España: XX1400764
- Bibliothèque nationale de France: cb12819161p (data)
- CiNii: DA02897972
- Gemeinsame Normdatei: 118792253
- International Standard Name Identifier: 0000 0001 2120 3585
- Library of Congress Control Number: n50043691
- Nationale Bibliotheek van Letland: 000093349
- Bibliotheek van het Japanse parlement: 00621296
- Nationale Bibliotheek van Tsjechië: xx0226591
- Nationale bibliotheek van Australië: 35423667
- Nationale Bibliotheek van Israël: 987007274854305171
- Nederlandse Thesaurus van Auteursnamen: 072533633
- Réseau des bibliothèques de Suisse occidentale: 02-A003695574
- Istituto Centrale per il Catalogo Unico: DDSV130708
- SNAC: w6qc03h3
- Système universitaire de documentation: 08610344X
- Trove: 947546
- Virtual International Authority File: 9975067
- WorldCat: E39PBJh4xgFctcRQvB4FPDRYfq